# Alcina Lubitch Domecq
Alcina Lubitch Domecq (Guatemala, 1953) es una escritora israelí nacida en Guatemala, especializada en relatos cortos. Hija de un sobreviviente del campo de concentración de Auschwitz y de madre ibero-guatemalteca, se trasladó a México tras el divorcio de sus padres a principio de la década de 1970. Tras una estancia en Europa, emigró a Israel en donde actualmente trabaja en un hospital de Haifa.
Algunas de sus obras son: El espejo del espejo, La noble sonrisa del perro (1983) e Intoxicada (1984); ha publicado relatos cortos centrándose en su condición de judía, que han sido publicados en muchas antologías.
- Datos: Q389799